# Buathra rufiventris
Buathra rufiventris là một loài tò vò trong họ Ichneumonidae.